# Stenungsunds HK
Stenungsunds Handbollsklubb (Stenungsunds HK) är en handbollsklubb verksam i Stenungsunds kommun, bildad 1967. Klubben har byggt en egen sporthall, Stora Höga Arena, tillsammans med Vallens IF i Stora Höga. Klubben har över 700 aktiva medlemmar och såväl dam- som herrlag i division 2.

## Spelare i urval
- William Andersson Moberg
- Marcus Dahlin
- Max Darj